# M 59 (галактика)
M 59 (Messier 59, Мессье 59, другие обозначения — NGC 4621, UGC 7858, MCG 2-32-183, ZWG 70.223, VCC 1903, PGC 42628) — эллиптическая галактика в созвездии Дева.
Была классифицирована Хабблом как образец галактики E5.
Этот объект входит в число перечисленных в оригинальной редакции Нового общего каталога (NGC).

## Наблюдения

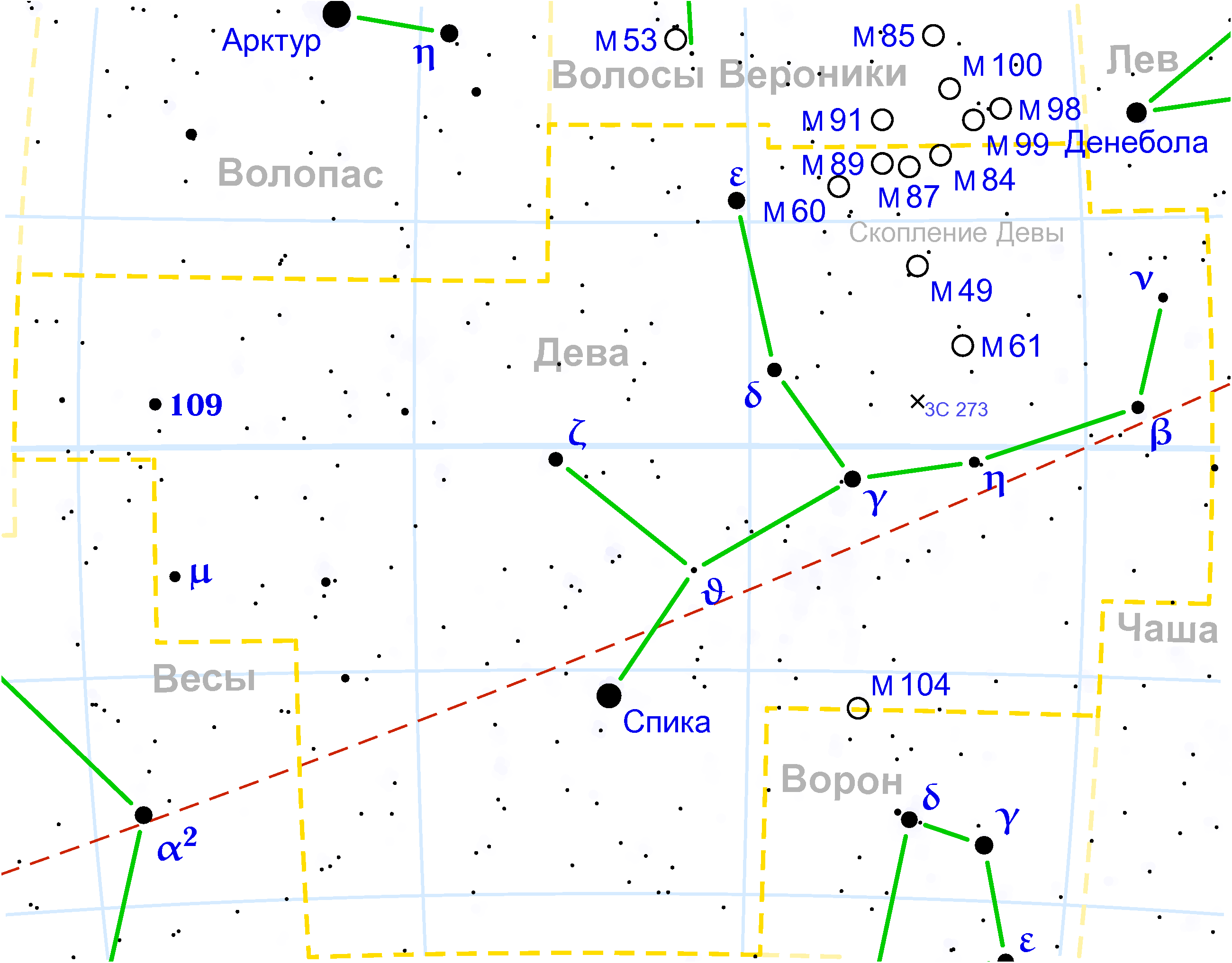
M 59 в созвездии Девы

Эта эллиптическая галактика — один из ярких членов знаменитого скопления галактик в Деве. В небольшой любительский телескоп она видна по соседству с M 60 как сильно вытянутый диффузный овал с размытыми краями. Весенней ночью её нетрудно найти примерно в полутора градусах на север от ρ Девы к востоку от центра скопления.
В любительский телескоп средней апертуры (200—250 мм) можно заметить сильную концентрацию яркости к центру. На северной периферии галактики лежит неяркая (12m) звезда переднего плана. В 20 угловых минутах на северо-запад можно различить пару тусклых (12—13m) спиральных галактик, видимых почти с ребра, — NGC4606 / NGC4607.

### Соседи по небу из каталога Мессье
- M 60 — (в 20 угловых минутах на восток) эллиптическая галактика в паре со спиральной NGC4647;
- M 58 — (в градусе на запад) умеренно яркая спиральная галактика;
- M 89 и M90 — (несколько далее на северо-запад) неяркие эллиптическая и спиральная галактики;
- M 49 — (к юго-западу) гигантская эллиптическая галактика, самая яркая в скоплении

### Последовательность наблюдения в «Марафоне Мессье»
…M 85 → M 60 → M 59 → M 58 → M 89…